# Talang Sverige 2014
Talang Sverige 2014 var den sjätte säsongen av TV-programmet Talang Sverige. Säsongen hade premiär på TV3 den 24 februari 2014 och avslutades under maj 2014. Likt tidigare säsonger tävlade allmänheten som hade någon form av talang om att bli säsongens Talang Sverige. Den slutgiltiga vinnaren vann en miljon svenska kronor. Adam Alsing och Malin Gramer var programledare. Vinnaren blev jojksångaren Jon Henrik Fjällgren som därmed vann 1 000 000 svenska kronor.

## Om programmet
I juni 2013 meddelade TV3 att man hade köpt rättigheterna till att producera och sända en ny säsong av Talang, och att programmet skulle gå under det nya namnet Talang Sverige. Programmet hade tidigare åren 2007–2011 sänts på TV4, men då TV4 valt att lägga ned programmet på obestämd framtid köpte TV3 rättigheterna att sända det. Den 23 oktober meddelade TV3 att man skulle få en helt ny jury (se nedan) och att Adam Alsing och Malin Gramer skulle ta över som programledare.

### Tävlingsupplägg
Likt tidigare säsonger skedde tävlingen i fyra steg. Först skedde en auditionturnéring där personer med olika talanger visade upp sig för juryn inför publik i en arena, där juryn sedan röstade ja eller nej beroende på om de vill se mer av talangen i fortsättningen. De talanger som röstades vidare kallas sedan till ett gallringsprogram där juryn fick välja ut 36 akter som går vidare i tävlingen. Dessa akter delades in i tre direktsända delfinaler där tittarna fick rösta vidare ett antal till den stora finalen. I finalen tävlade sedan de återstående talangerna om att vinna och därmed bli Talang Sverige 2014.

### Övrigt
- Auditionprogrammen, delfinalerna och finalen sändes från större arenor om man jämför med tidigare säsonger.[2]
- Vinstbeloppet i denna säsong var 1 miljon kr.[2]
- Mellan den 19 juni och 26 november 2013 kunde man anmäla sig till programmet.[4][3]
- Inspelningarna från auditionturnén och gallringen av de 36 akterna skedde under november månad.[3]

### Jury
För att få gå vidare i programmet krävdes det att minst tre av fyra jurymedlemmar sa "ja" till talangen. 
- Robert Aschberg (juryordförande)
- Carolina Gynning
- Shirley Clamp
- Tobias Karlsson

## Auditionturnén
Auditionturnén hölls i november 2013.
- 6-7 november – Globen, Stockholm
- 14-15 november – Gavlerinken Arena, Gävle
- 21-22 november – Stadium Arena, Norrköping
- 26-27 november – Helsingborg Arena, Helsingborg